# Tordillos (kommunhuvudort)
Tordillos är en kommunhuvudort i Spanien.   Den ligger i provinsen Provincia de Salamanca och regionen Kastilien och Leon, i den centrala delen av landet, 150 km väster om huvudstaden Madrid. Tordillos ligger 841 meter över havet och antalet invånare är 514.
Terrängen runt Tordillos är platt. Runt Tordillos är det glesbefolkat, med 19 invånare per kvadratkilometer. Närmaste större samhälle är Alba de Tormes, 13,7 km väster om Tordillos. Trakten runt Tordillos består till största delen av jordbruksmark.